# 纳塔莉·斯图尔德
纳塔莉·斯图尔德（英語：Natalie Steward，1943年4月30日—），英国女子游泳运动员，主攻仰泳和自由泳。她曾代表英国参加1960年夏季奥林匹克运动会游泳比赛，获得女子100米仰泳银牌和女子100米自由泳铜牌。